# چشمه آبگرم توشیمائن نیوانویو
چشمه آبگرم توشیمائن نیوانویو (به ژاپنی: 豊島園 庭の湯) در داخل مجموعه تفریحی شهربازی توشیما (به ژاپنی: 豊島園) در منطقهٔ نریما در توکیو پایتخت ژاپن واقع شده‌است. چشمه آبگرم توشیمائن نیوانویو، چشمه آبگرم لاکوا و اوادو-اونسن-منوگاتاری سه حمام آب‌معدنی تفریحی و عظیم توکیو محسوب می‌شوند و از مجموعه‌ای از حمام‌های مختلف تشکیل شده‌اند.

## ورود
- ورودی هر نفر به این آبگرم در طول روز ۲۲۵۰ ین است. در صورت استفاده از استخر آب گرم همراه بردن مایو لازم است.

## دسترسی به منطقه
- متروی توئی، خط اوادو، ایستگاه توشیمائن (豊島園駅)